# 蓮つかさ
蓮 つかさ（れん つかさ、10月25日 - ）は、元宝塚歌劇団月組の男役スター。
宮城県大崎市、大崎市立古川東中学校、宮城県古川高等学校出身。身長171cm。愛称は「このちゃん」、「れんこん」。

## 来歴
2009年、宝塚音楽学校入学。
2011年、宝塚歌劇団に97期生として入団。入団時の成績は8番。星組公演「ノバ・ボサ・ノバ／めぐり会いは再び」で初舞台。
2012年、組まわりを経て月組に配属。
2017年の「All for One」で新人公演初主演。新人公演最終学年となる入団7年目のラストチャンスでの抜擢となった。
華やかなルックスと確かな芝居に定評があり、バイプレイヤーとして悪役でも存在感を見せるなど活躍したが、2023年11月19日、「フリューゲル／万華鏡百景色」東京公演千秋楽をもって、宝塚歌劇団を退団。

## 人物
幼い頃からクラシックバレエを習い、小学3年から高校時代まで、地元・宮城の市民ミュージカルに参加していた。
高校2年の時、仙台七夕で演目を披露する際、身長が170cm近くあったため、先生から「男性が足りないから男装して出て」と言われ、男役を初体験。もともとミュージカル好きゆえ、すぐに音楽学校受験を決意するも、1度目の受験は失敗。両親から「中途半端な気持ちでは駄目。宝塚か大学受験どちらかだけで」と覚悟を迫られ、宝塚を選択。2度目の挑戦で合格を果たした。

## 宝塚歌劇団時代の主な舞台

### 初舞台
- 2011年4 - 5月、星組『ノバ・ボサ・ノバ』『めぐり会いは再び』（宝塚大劇場のみ）

### 組まわり
- 2011年7 - 10月、月組『アルジェの男』『Dance Romanesque（ダンス ロマネスク）』

### 月組時代
- 2012年6 - 9月、『ロミオとジュリエット』
- 2012年10 - 11月、『愛するには短すぎる』 - マイケル・ウェイン『Heat on Beat!（ヒート オン ビート）』（全国ツアー）
- 2013年1 - 3月、『ベルサイユのばら-オスカルとアンドレ編-』 - 新人公演：ヴェール（本役：鳳月杏／響れおな）
- 2013年5月、『月雲（つきぐも）の皇子（みこ）』（バウホール） - ザンド
- 2013年7 - 10月、『ルパン-ARSÈNE LUPIN-』 - 新人公演：ドナルド・ドースン（本役：凪七瑠海）『Fantastic Energy!』[8]
- 2013年11 - 12月、『THE MERRY WIDOW』（ドラマシティ・日本青年館） - ルノー
- 2013年12月、『月雲（つきぐも）の皇子（みこ）』（天王洲 銀河劇場） - ザンド
- 2014年1月、『New Wave!-月-』（バウホール）
- 2014年3 - 6月、『宝塚をどり』『明日への指針 -センチュリー号の航海日誌-』 - 新人公演：ルーカス（本役：美弥るりか）『TAKARAZUKA 花詩集100!!』 - 新人公演：花の紳士A（本役：美弥るりか）／蘭の男A（本役：煌月爽矢）／詩人（本役：珠城りょう）／若い僧（本役：龍真咲）[6]
- 2014年7 - 8月、『THE KINGDOM』（日本青年館・ドラマシティ） - ヴィクター
- 2014年9 - 12月、『PUCK（パック）』 - 新人公演：ライオネル・ジャスパー（本役：凪七瑠海）『CRYSTAL TAKARAZUKA-イメージの結晶-』
- 2015年1 - 2月、『Bandito（バンディート）-義賊 サルヴァトーレ・ジュリアーノ-』（バウホール・日本青年館） - フランク・マンニーノ
- 2015年4 - 7月、『1789-バスティーユの恋人たち-』 - 兵士、新人公演：マクシミリアン・ロベスピエール（本役：珠城りょう）[7]
- 2015年9月、『A-EN（エイエン） ARI VERSION』（バウホール） - コリン・マクファーレン
- 2015年11 - 2016年2月、『舞音-MANON-』 - タン、新人公演：クリストフ・モラン（本役：凪七瑠海）『GOLDEN JAZZ』
- 2016年3 - 4月、『激情』 - 実業家『Apasionado（アパショナード）!!III』（全国ツアー）
- 2016年6 - 9月、『NOBUNAGA〈信長〉-下天の夢-』 - 織田信行、新人公演：覚慶（本役：沙央くらま）『Forever LOVE!!』[7]
- 2016年10月、『FALSTAFF』（バウホール） - マキューシオ
- 2017年1 - 3月、『グランドホテル』 - ベルボーイ、新人公演：ラファエラ・オッタニオ（本役：暁千星／朝美絢）『カルーセル輪舞曲（ロンド）』[7]
- 2017年4 - 5月、『瑠璃色の刻（とき）』（ドラマシティ・赤坂ACTシアター） - ジェローム=ペチヨン・ド・ヴィルヌーヴ
- 2017年7 - 10月、『All for One』 - パスカル、新人公演：ダルタニアン（本役：珠城りょう） 新人公演初主演[7][6][8]
- 2017年11 - 12月、『鳳凰伝』 - ゼリム『CRYSTAL TAKARAZUKA-イメージの結晶-』（全国ツアー）
- 2018年2 - 5月、『カンパニー-努力（レッスン）、情熱（パッション）、そして仲間たち（カンパニー）-』 - バーバリアン『BADDY（バッディ）-悪党（ヤツ）は月からやって来る-』
- 2018年6 - 7月、『雨に唄えば』（TBS赤坂ACTシアター） - ロスコー・デクスター
- 2018年8 - 11月、『エリザベート-愛と死の輪舞（ロンド）-』 - エルマー・バチャニー[注釈 1]／シュテファン・カロリィ[注釈 2][8]
- 2019年1月、『ON THE TOWN（オン・ザ・タウン）』（東京国際フォーラム） - クレア・デ・ルーン[8]
- 2019年3 - 6月、『夢現無双』 - 植田良平『クルンテープ 天使の都』
- 2019年7 - 8月、『チェ・ゲバラ』（日本青年館・ドラマシティ） - ミゲル
- 2019年10 - 12月、『I AM FROM AUSTRIA-故郷（ふるさと）は甘き調（しら）べ-』 - ゲルト
- 2020年2月、『赤と黒』（御園座） - クロワズノワ侯爵
- 2020年9 - 2021年1月、『WELCOME TO TAKARAZUKA-雪と月と花と-』『ピガール狂騒曲』 - イヴ
- 2021年2月、『ダル・レークの恋』（TBS赤坂ACTシアター） - ハリラム・カプール／酒場の亭主[8]
- 2021年3月、『ダル・レークの恋』（ドラマシティ） - ハリラム・カプール／酒場の亭主／金の男
- 2021年5 - 8月、『桜嵐記（おうらんき）』 - 高師泰『Dream Chaser』
- 2021年10 - 11月、『川霧の橋』 - 杉太郎『Dream Chaser-新たな夢へ-』（博多座）
- 2022年1 - 3月、『今夜、ロマンス劇場で』 - 狸吉『FULL SWING!』[注釈 3]
- 2022年5月、『ブエノスアイレスの風』（日本青年館・ドラマシティ） - 武器商人
- 2022年7 - 10月、『グレート・ギャツビー』 - スレイグル[2]
- 2022年11 - 12月、『ELPIDIO（エルピディイオ）』（KAAT神奈川芸術劇場・ドラマシティ） - アロンソ[2][3][8]
- 2023年2 - 4月、『応天の門』 - 國道『Deep Sea-海神たちのカルナバル-』
- 2023年6月、『DEATH TAKES A HOLIDAY』（東急シアターオーブ） - コラード・ダニエッリ
- 2023年8 - 11月、『フリューゲル-君がくれた翼-』 - ニコラ・シューバルト『万華鏡百景色（ばんかきょうひゃくげしき）』 退団公演[3][8]

### 出演イベント
- 2016年11月、凪七瑠海ディナーショー『Evolution!』[9]
- 2018年12月、タカラヅカスペシャル2018『Say! Hey! Show Up!!』

## 宝塚歌劇団退団後の主な活動

### 舞台
- 2025年3月、『TARKIE〜伝説の女たち〜』（よみうりホール）[10]
- 2025年8月、『M FESTIVAL』（明治座）[11]